# Sincerely (美郷あきのアルバム)
『Sincerely』（シンシアリー）は、美郷あきの1stベストアルバムである。

## 概要
- 内訳としてシングル6曲・初収録1曲の全12曲が収録されている。
- ボーナス・トラックにはアコースティックアレンジ曲が収録されている。

## 収録曲
1. 明日をとめないで [4:00]
  - 作詞：畑亜貴、作曲：田中秀典、編曲：宅見将典
2. 夢にみた楽園 [3:46]
  - 作詞：maive、作曲・編曲：飯塚昌明
3. Silent wing [4:19]
  - 作詞：畑亜貴、作曲・編曲：宅見将典
4. 少女迷路でつかまえて（berry's maturing ver.） [4:31]
  - 作詞：畑亜貴、作曲：齋藤真也、編曲：鈴木マサキ
5. モンタージュ [5:08]
  - 作詞：ゆうまお、作曲・編曲：大久保薫
6. 君が空だった [4:32]
  - 作詞：畑亜貴、作曲・編曲：飯塚昌明
7. UNLIMITED FIRE [3:56]
  - 作詞：畑亜貴、作曲：mia、編曲：鈴木雅也
8. Goal to NEW WORLD [4:18]
  - 作詞：畑亜貴、作曲・編曲：齋藤真也
9. before [4:23]
  - 作詞：meg rock、作曲・編曲：加藤大祐
10. true love? [3:51]
  - 作詞：畑亜貴、作曲・編曲：岡ナオキ
11. ふたりが忘れない [5:15]
  - 作詞：畑亜貴、作曲・編曲：飯塚昌明
12. 君が空だった (acoustic version) [4:25]
  - 作詞：畑亜貴、作曲：飯塚昌明、編曲：影山ヒロノブ

## タイアップ
| 曲名                 | タイアップ                                                                           |
| -------------------- | ------------------------------------------------------------------------------------ |
| 明日をとめないで     | テレビアニメ『よみがえる空 -RESCUE WINGS-』オープニングテーマ                        |
| 夢にみた楽園         | PS2ゲーム『ガンパレード・オーケストラ 白の章〜青森ペンギン伝説〜』オープニングテーマ |
| Silent wing          | PS2ゲーム『舞-HiME 運命の系統樹』エンディングテーマ                                  |
| 少女迷路でつかまえて | テレビアニメ『ストロベリー・パニック』前期オープニングテーマ                         |
| モンタージュ         | PCゲーム『最終試験くじら』エンディングテーマ                                         |
| 君が空だった         | テレビアニメ『舞-HIME』エンディングテーマ                                            |
| UNLIMITED FIRE       | PS2ゲーム『新世紀GPXサイバーフォーミュラ Road To The INFINITY2』オープニングテーマ   |
| ふたりが忘れない     | テレビアニメ『ガンパレード・オーケストラ』エンディングテーマ                         |